# Абу-Муса
Абу́-Муса́ (перс. بوموسی‎, ; Джазират-Бу-Муса, перс. جزیره ابوموسی‎, ) — остров в восточной части Персидского залива, имеет форму трапеции, один из шести островов архипелага в Ормузском проливе. Площадь — 12 км². Абу-Муса — самый южный иранский остров в Персидском заливе и ближайший к экватору.
Согласно административному делению Ирана, входит в бахш Центральный шахрестана Абумуса остана Хормозган. Принадлежность острова оспаривают Объединённые Арабские Эмираты, которые рассматривают его как часть эмирата Шарджа. Иран считает остров частью своего государства с древнейших времён.
По состоянию на 2012 год население острова составляет 1953 человека.
На острове расположен аэропорт и город Абу-Муса, административный центр шахрестана Абумуса.
Геологические исследования выявили наличие крупных запасов нефти в районе острова Абу-Муса. На острове построены здания иранского морского спасательного центра и регистрации морских судов. В акватории острова Абу-Муса регулярно проходят маневры Военно-морских сил Ирана.

## Название
Жители острова называют его «Gap-sabzu», что в переводе с персидского означает «Большая зелёная лужайка». На старых картах остров обозначен как:
1. «Boum-Ouw» (перс. بوماوو‎ — «Боум-Оув») или «Boum-Ouf» (بوماوف), что означает «Влажная почва».
2. «Boum-Souz» (بومسوز — «Боум-Соуз»), «Boum-Sou»/«Boum-Souw» (بومسو — «Боум-Соу»/«Боум-Соуз») или «Gap-Sabzou» (گپسبزو — «Гап-Сапзоу»), что в переводе с персидского означает «Зелёная Страна»[14].

Также остров называют «Bum Musa» («Бум Муса»), что на персидском означает «Земля Моисея».

## География
Остров находится в 75 км от порта Бендер-Ленге (административного центра шахрестана Бендер-Ленге) и в 123,3 км от Ормузского пролива (мыса Шейх-Масъуд, Оман). Абу-Муса — это самый дальний остров от иранского побережья Персидского залива. Самая высокая точка — гора Халва высотой 110 м.
Протяжённость с севера на юг — 4,85 км, с запада на восток — 4,53 км.

## Климат
Тёплый и влажный. Основным занятием местных жителей является рыболовство.

## Власть
Управление территорией острова Ираном оспаривается ОАЭ. Спор о принадлежности Абу-Мусы продолжается до сих пор с 1971 года.
Остров находится под контролем Ирана с начала XX века. В 1906 году месторождение оксида железа на острове было уступлено немецкому предприятию «Винкхаус». В 1907 году остров был возвращён Ирану по настоянию Британской империи, в результате чего был спровоцирован международный инцидент. Находился под контролем Великобритании с 1908 года. В 1960 году она передала управление островом эмирату Шарджа (ныне — часть ОАЭ), оккупированному ей. В 1968 году она объявила о возвращении Абу-Мусы Ирану. 30 ноября 1971 года Иран и Шарджа подписали договор о взаимопонимании. Исходя из договора, Шарджа могла держать на острове отделение полиции, а Иран — войска. Также добывать полезные ископаемые на острове могли две стороны.

Подписывая пакт, маленький эмират (Шарджа) предотвращал вторжение (на Абу-Мусу) Ирана, который двумя днями ранее занял два других спорных острова — Большой и Малый Томб, которые были ещё меньше (Абу-Мусы) и незаселены.Оригинальный текст (англ.)By agreeing to the pact, the tiny emirate prevented an invasion by Iran, which two days earlier had taken two other disputed islands, Greater and Lesser Tunb, which were even smaller and uninhabited.
За сутки до этого Великобритания официально покинула остров. Иран разместил там свои войска и это было одобрено братом шейха Шарджи, шейхом Сагаром.
В 1971 году ОАЭ предъявили требование к ООН по управлению островом, но оно было отклонено Советом безопасности ООН.
В августе 1992 года Иран занял остров и изгнал его население на материк.
В 2012 году приезд на остров президента Ирана Махмуда Ахмадинежада спровоцировал отзыв посла ОАЭ Сейфа Аз-Зааби.